# Lev Davidovics Trockij
Lev Davidovics Trockij, született Bronstejn (oroszul: Лев Давидович Троцкий; Janovka, Orosz Birodalom, 1879. november 7. – Coyoacán, ma Mexikóváros része, Mexikó, 1940. augusztus 21.) ukrán zsidó származású szovjet politikus, forradalmár, író és marxista filozófus, az 1905-ös oroszországi forradalom, az 1917-es októberi orosz forradalom, majd az oroszországi polgárháború egyik vezéralakja, a Vörös Hadsereg alapítója.

## Gyerekkora
1879-ben született az Orosz Birodalomban, a Herszoni kormányzóság Jeliszavetgrádi járásának Janovka nevű tanyáján,  (napjainkban: Ukrajna, Bereszlavka része). Apja, David Leontyjevics Bronstejn jómódú, zsidó származású, de vallását nem gyakorló gazdálkodó, bérlő. Két testvére volt.
1888-ban szülei Odesszába küldték tanulni, ahol egy liberális ellenzéki beállítottságú, nagy műveltségű távoli rokonnál lakott, itt került szoros kapcsolatba a könyvekkel, a kultúrával. A numerus clausus miatt gimnázium helyett a Szt. Pál reáliskolában folytatta tanulmányait. A 7. osztályt már Nyikolajevben (ma: Mikolajiv) végezte, itt került először kapcsolatba forradalmi eszmékkel. Kezdetben a számára radikálisabbnak tűnő narodnyikizmus volt rá hatással, és a marxizmus ellenfelének tekintette magát.

## A munkásmozgalomban
1897-től részt vett a későbbi bolsevik forradalmár, Ivan Andrejevics Muhin által vezetett munkásszervezetben, amely később a Délorosz Munkásszövetség nevet vette fel. Itteni tevékenységében egyre inkább szociáldemokrata hatás érvényesült. 1898-ban letartóztatták, több évig börtönben ült, majd négy évi kelet-szibériai száműzetésre ítélték, amit 1900-ban kezdett meg.
A száműzetésben vált marxistává, itt ismerkedett meg Dzerzsinszkijjel és Urickijjel. Egy irkutszki narodnyik újságba kezdett álnéven (Antid Oto) cikkeket írni, már marxista szellemben és ragyogó stílusban, ezeknek híre az emigráns szociáldemokrata vezetőkig is eljutott. Írt az orosz paraszti életről, Hauptmannról, Ibsenről, Nietzschéről, Gorkijról. 1902-ben került kezébe az Iszkra néhány példánya, olvasta Lenin Mi a teendő?-jét. Úgy érezte, kinőtte a forradalmi szervezkedés helyi kereteit, és még ebben az évben megszökött száműzetéséből. Hamis útlevelét volt börtönőre, egy bizonyos Trockij nevére állította ki, és ez a név egy életen át elkísérte.

### Emigráció
Kezdetben az Iszkra oroszországi stábjával került kapcsolatba, majd Lenin sugalmazására külföldre szökött. Kalandos úton jutott el Bécsbe, majd Victor Adler segítségével tovább, Zürichbe, Akszelrodhoz. 1902 őszén Párizson keresztül Londonba érkezett, ahol találkozott Leninnel, Zaszuliccsal és Martovval. Legnagyobb hatással Lenin volt rá, és Lenin is felismerte a 23 éves fiatalember nem mindennapi tehetségét, intelligenciáját. Mindezek ellenére Trockij nem rokonszenvezett Lenin centralizáló szervezeti elveivel, elutasította a „hivatásos forradalmárokból” álló élcsapatpárt gondolatát. A bolsevikok és mensevikek közti szakadás megtörténtekor habozás nélkül a mensevikek oldalára állt, és Lenint többször durván támadta. 1904-ben a mensevikekkel is szakított, és 1917-ig „frakción kívülinek” tekintette magát.
1904 végén Münchenben tartózkodott, ahol kapcsolatba került Parvusszal, az akkor baloldali német szociáldemokratával, részben az ő hatására kezdett formát ölteni később híressé vált permanens forradalom-koncepciója, mely szerint Oroszországban a megkésett történelmi fejlődés miatt a burzsoá demokratikus forradalom és a szocialista forradalom szorosan összekapcsolódik.

### 1905, újabb emigráció
Az 1905-ös forradalom híre Genfben érte, az októberi nagy sztrájkok idején már Szentpétervárott volt. Az általa alapított százezer példányos Russzkaja Gazetába és a mensevik Nacsalóba is írt cikkeket, vezető szerepet vitt a Pétervári Szovjetben, majd annak Végrehajtó Bizottsága elnökévé választották. A Szovjet tagjait 52 napos tevékenység után letartóztatták, Trockij több börtönt megjárt, majd 1907-ben életfogytiglani száműzetésbe indult, de végcéljához nem érkezett meg. Egy komi paraszt segítségével rendkívül kalandos úton, rénszarvasszánon szökött meg. Az Urálban sarkkutatónak adta ki magát, majd barátai meglepetésére visszatért Pétervárra, onnan nemsokára Londonba utazott.
Itt megismerkedett Makszim Gorkijjal és Rosa Luxemburggal, részt vett a párt V. kongresszusának munkájában, ahol sok lényeges kérdésben a bolsevikokkal tartott, a forradalom „propagandája” helyett annak „csinálását” tartotta a párt feladatának. A kongresszus után Bécsben telepedett le, ahonnan Berlinbe is gyakran átlátogatott. Kapcsolatot tartott az ausztromarxizmus képviselőivel, Hilferdinggel és Kautskyval, de a német szociáldemokrácia balszárnyával, Karl Liebknechttel is érintkezett.
1908-tól Pravda címmel frakción kívüli lapot szerkesztett, melyben időnként borsot tört a bolsevikok orra alá is. Ebben az időben mind a bolsevikoktól, mind a mensevikektől elszigetelődött, miközben a maga módján próbálkozott az orosz szociáldemokrácia újraegyesítésével. A későbbiekben e korszakát saját maga is bírálta.

### A háború
A háború kitörésekor távozni kényszerült Bécsből, Franciaországban élt. A Martovval alapított Goloszba, illetve a Nase Szlovóba írt. A lap gárdájához tartozott többek között Lunacsarszkij, Pokrovszkij, Antonov-Ovszejenko is. 1916 szeptemberében kiutasították Franciaországból, és miután egyetlen európai demokrácia sem adott számára beutazási lehetőséget, az Amerikai Egyesült Államokba ment. Szoros kapcsolatba került a helyi szociáldemokrata mozgalommal, háborúellenes propagandát folytatott, a háború miatt összeomlott internacionálé megújításán fáradozott. A háború végső megoldását Oroszországban egy újabb munkásforradalom perspektívájával kötötte össze.

## A forradalom és következményei
A februári forradalom hírére azonnal elhagyta Amerikát, de útközben az angol hatóságok internálták, az Ideiglenes Kormány intervenciójával 1917. április végén érkezhetett haza. Petrográdban a mensevik–eszer többségű szovjet tanács, melynek 1905-ben elnöke volt, tanácskozási joggal kooptálta. Szoros kapcsolatot épített ki a Petrográdi Szovjet Forradalmi Katonai Bizottságával, melynek az októberi eseményekben fontos szerepe lett. Egyetértett Lenin áprilisi téziseivel, a proletárforradalom napirendre tűzését vallotta.
A júliusi puccskísérlet után az Ideiglenes Kormány elfogatta, de az ellenforradalmi veszély növekedésének hatására hamarosan szabadon engedték, és nemsokára az egyre inkább bolsevik befolyás alá kerülő Pétervári Szovjet elnökének választották. 1917 augusztusában a VI. pártkongresszuson tagja lett a bolsevik pártnak – belátta, ezen kívül nincs más politikai erő, amely átvehetné a hatalmat –, sőt a Központi Bizottság tagja lett.

### A fordulat
Politikai és katonai szervezőként egyaránt kiemelkedő szerepet játszott a fegyveres felkelés előkészítésében. Gyakorlatilag ő irányította a Szovjet 29 tagú Forradalmi Katonai Bizottságának tevékenységét. A Központi Bizottság ülésein a felkelés mellett szavazott, tagja lett a hatalomátvétel politikai irányítására létrehozott ad hoc Politikai Bizottságnak. Lenin után a forradalom második legtekintélyesebb vezetője lett, valóságos néptribun, sziporkázó szónok volt.
Az októberi fordulat után megalakult első szovjet kormányban külügyi népbiztos, tulajdonképpen külügyminiszter lett. E minőségében elsősorban a breszt-litovszki béketárgyalásokon játszott szerepe révén vált ismertté. A szovjet delegáció vezetőjeként az időhúzás taktikájához folyamodott, majd végül elutasította a béke aláírását, ami katasztrofális eredménnyel járt. Az ezt követő elsöprő német támadás után sokkal előnytelenebb feltételekkel volt kénytelen végül békét kötni. Ezután lemondott a külügyi népbiztosságról. Hadügyi népbiztos, majd a Köztársaság Forradalmi Katonai Tanácsának elnöke lett, a Vörös Hadsereg megszervezésében jeleskedett.

### Polgárháború
Trockij híressé vált páncélvonatán beutazta a frontokat; 1919. október 2-án Szentpétervár védelmében jelentős érdemei voltak, de ugyanúgy szerepe volt Kolcsak és Vrangel csapatainak szétverésében. Szabad óráiban Terrorizmus és kommunizmus című híres Karl Kautsky elleni vitairatát írta a vonaton. 1920 nyarán aktívan részt vett a lengyelországi hadjárat megszervezésében. A polgárháború vége felé közeledve Trockijt egyre inkább a belső gazdasági problémák megoldása foglalkoztatta.

### Gazdaság és kultúra
Tagja lett a legfelső politikai irányító testületnek, a Politikai Irodának. 1920 folyamán alapvető szerepe volt a polgárháború során tönkretett közlekedési hálózat, a vasút helyreállításában, ami alapfeltétele volt az egész romokban heverő gazdaság újra felépítésének. Ezt a munkát közlekedésügyi népbiztosként, illetve a Központi Szállítási Bizottság elnökeként végezte, alapvetően a hadikommunista rendszabályok alkalmazásával, a katonás fegyelem kikényszerítésével. Ekkor vált nevezetessé, mint a „gazdaság militarizátora”, a „munkáshadseregek” szervezője, és követelte a „szakszervezetek államosítását”. 1921-ben kezdeményezte a Goszplan, az Állami Tervbizottság létrehozását, és ebben Lenin is támogatta.
A hadikommunista politika egyik gyakorlati vezetőjeként viszonylag későn, 1921 körül csatlakozott a gazdaságpolitikai fordulat, a NEP híveihez. Számos elemzést publikált az „új kultúra” mibenlétéről, a humanista értékekről az „átmeneti korszak” viszonyai között. 1923-ban írta Irodalom és forradalom című könyvét, melyben felvázolta egy kulturális forradalom koncepcióját.

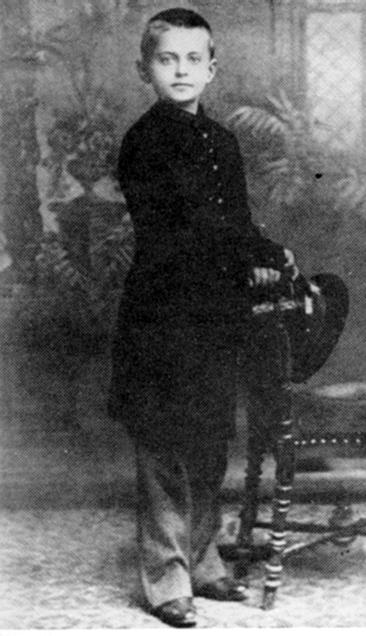
1888
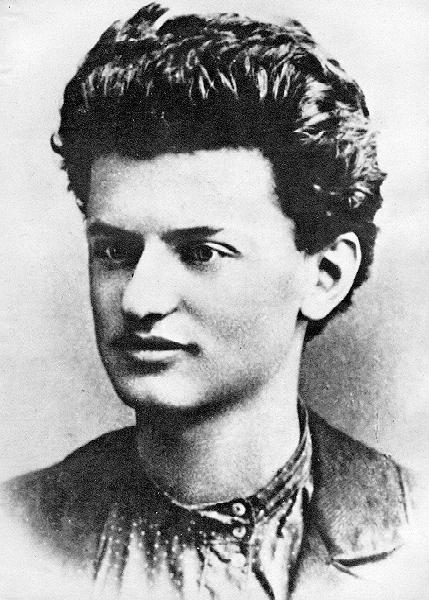
1897
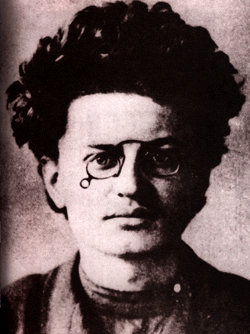
1900 körül
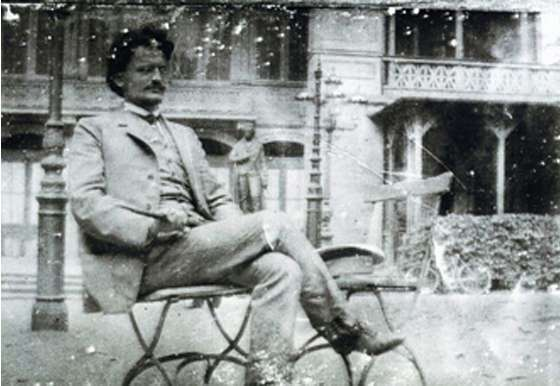
Bécsben, 1910
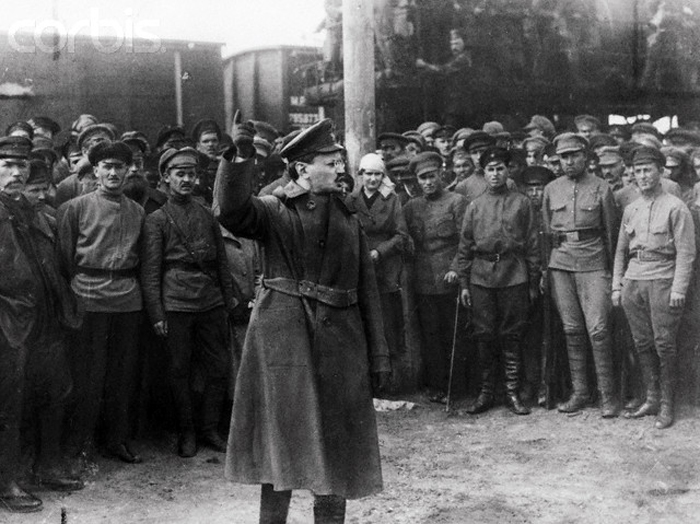
Trockij a lengyel fronton
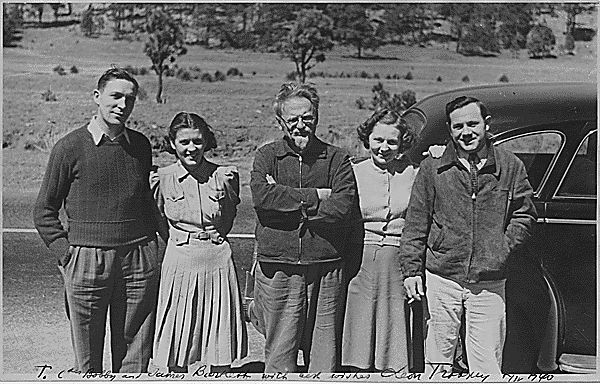
Mexikó, 1940
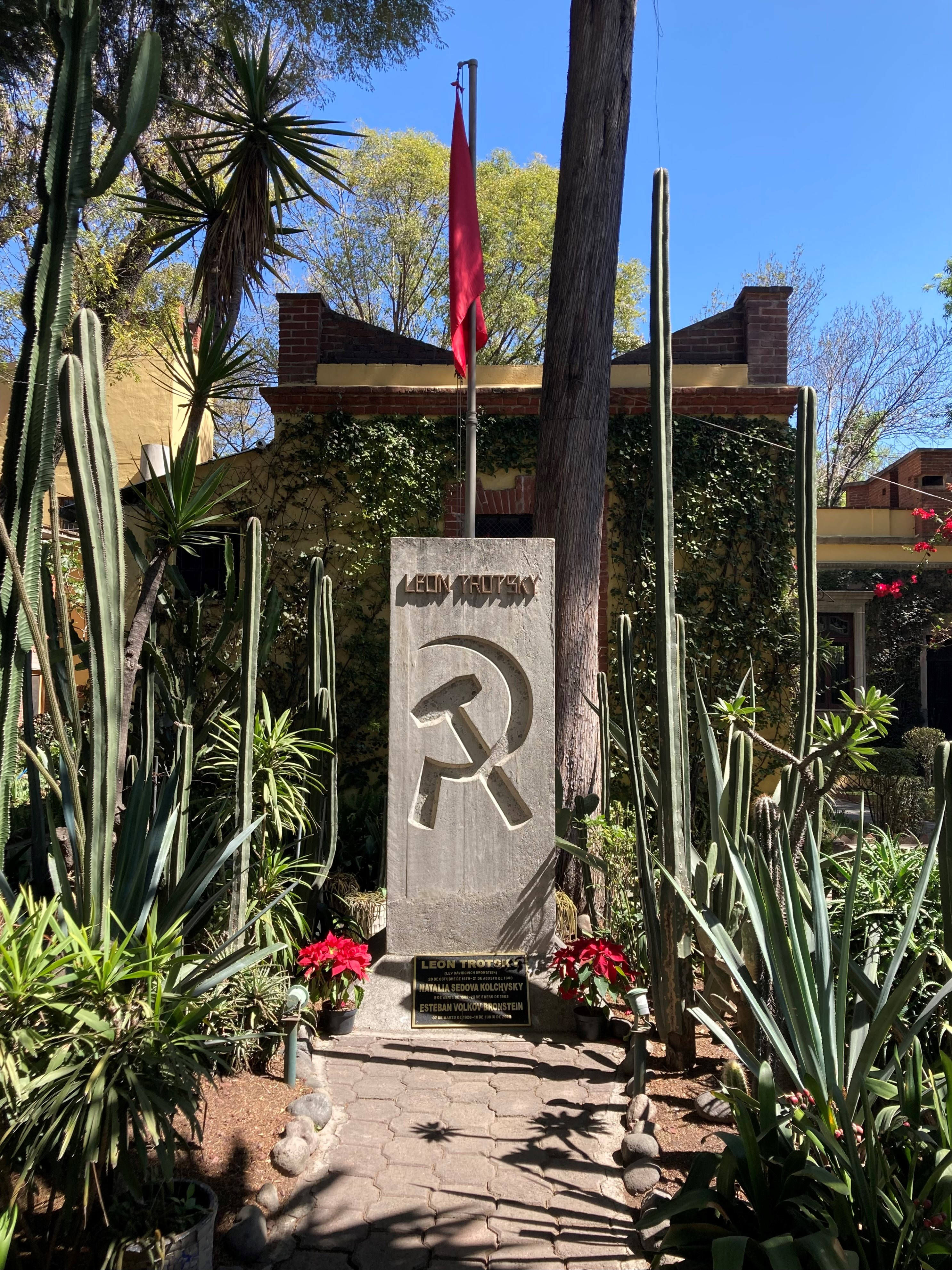
Síremléke

## Hatalmi harc és száműzetés
A nemrég még a gazdaságot militarizálni akaró Trockij 1923 végén már az elbürokratizálódás elleni harc, a munkásdemokrácia követelésével állt elő, a baloldali ellenzék élére állt, és ezt sokan némi joggal pusztán hatalmi-taktikai megnyilvánulásnak látták. A KB titkárságát, tehát közvetve Sztálint pártbéli diktatúrával vádolta, de még sokan emlékeztek arra, hogy 1920-21 folyamán ő éppen „a demokrácia fetisizálásának” vádját hozta fel az akkori „munkásellenzék” demokratikus törekvései ellen.
Lenin halála után, a „lenini örökség” fölött kialakult marakodás kapcsán a XIII. pártkongresszuson Krupszkaja egyre sürgette, hogy Lenin „politikai végrendeletét” – mely súlyosan bírálta Sztálint – ismertessék meg a küldöttekkel. Trockij, bár érdeke lett volna Sztálin gyengítése, nem foglalt állást, és a szöveg itt nem került nyilvánosságra. Kongresszusi beszédében így fogalmazott: „Igaza van-e a pártomnak vagy nincs – az én pártom. Tudom, hogy az embernek nem lehet igaza a Párt ellenében… hiszen a történelem (a Párton kívül) nem nyitott utat az igazság megvalósítására”. Ez a hitvallásszerű mondat magában rejti a sztálinizmus egész későbbi tragédiáját.

### Az árral szemben
1924 folyamán a Sztálin, Zinovjev és Buharin vezette pártbeli többség Trockijt politikailag elszigetelte. A „trockizmus” elleni kampányban vezéri aspirációkkal, „bonapartizmussal” vádolták. Elméleti vitáiban az általa képviselt „permanens forradalom” elmélete állt szemben a „szocializmus egy országban” doktrínájával, és ez a világforradalmi fellendülés elmúltával egyre nehezebben képviselhető, egyre absztraktabb lett. Zinovjev és Kamenyev már az 1925. januári plénumon ki akarta záratni Trockijt a KB-ből, de akkor csak a hadügyi népbiztos tisztségéből váltották le. 1925 végén Zinovjev és Kamenyev a NEP gyakorlatával kapcsolatban konfliktusba kerültek Sztálinnal, és szövetséget kötöttek Trockijjal. 1926 októberében a KB-plénumon Sztálin „szociáldemokrata elhajlással” vádolta Trockijt, ő a maga részéről a „forradalom sírásójának” nevezte Sztálint. A plénum Trockijt és Kamenyevet kizárta a Politikai Iroda tagjai közül.
Trockij utolsó pártbeli fellépéseikor már nyíltan szembehelyezkedett az egyre erősödő sztálini többséggel. 1927 szeptemberében levelet írt a KB-hoz, s ebben látnoknak bizonyult: „A sztálini csoport további útja előre meg van írva. Ma meghamisítják szavainkat, holnap tetteinket fogják meghamisítani.” A forradalom 10. évfordulóján az ellenzék tüntetést szervezett Leningrádban, ezután Trockijt és Zinovjevet „ellenforradalmi demonstráció” szervezéséért kizárták a pártból. November 7-én a moszkvai Nagyszínházban tartott ünnepségen bemutatták Eizenstein Október című filmjét, de ebből már kivágták azokat a felvételeket, ahol Trockij szerepelt.

### Idegenben

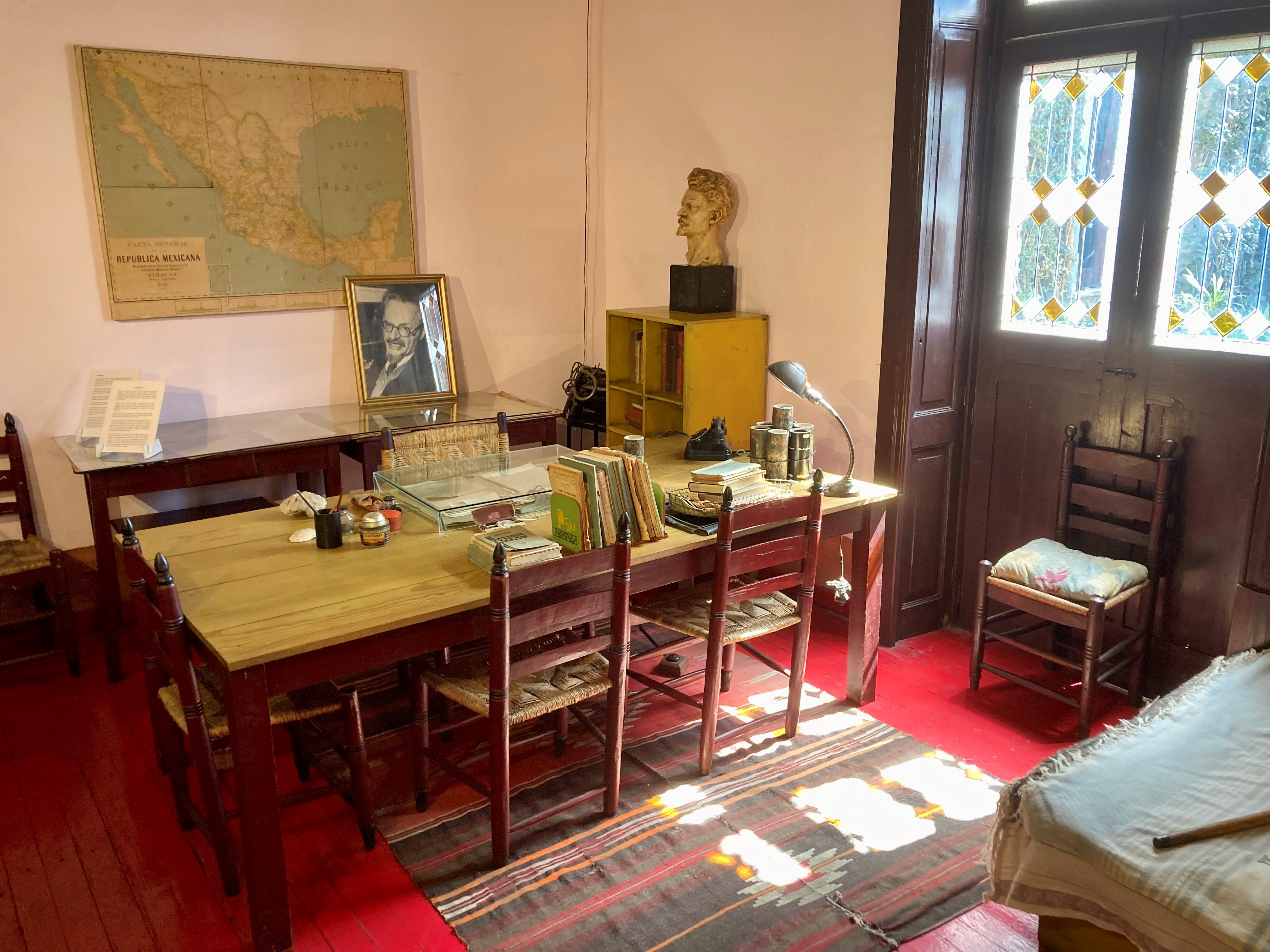
Mexikóvárosi dolgozószobája, ahol meggyilkolták

1928 januárjában a GPU határozatára száműzték az Oroszországi SZSZSZK területéről. Ezután Alma-Atában élt 1929-ig. Januárban a GPU Trockijt „szovjetellenes tevékenység” miatt a Szovjetunió elhagyására kötelezte. Februárban érkezett meg Isztambulba, annak Herceg-szigetek (Adalar) nevű kerületében lakott, majd Prinkipóban telepedett le. 1933-ban Franciaországban, Barbizonban, 1935-től Norvégiában, majd 1937-től Mexikóvárosban élt. A Diego Rivera-Frida Kahlo házaspár kérésére adtak neki menedékjogot Mexikóban. Frida Kahloval állítólag bensőséges viszonyt ápolt, aki neki ajánlotta 1937-ben az egyik legszebb, legragyogóbb önarcképét, a Függönyök között címűt.
Száműzetésében is folytatta a „bolsevik-leninista” ellenzék szervezését, ennek legfontosabb eszköze a Bjulletyeny Oppozicii című folyóirat volt. Ebben a „sztálini frakciók” elleni harcra, a „bürokratikus degenerálódás” elleni fellépésre buzdított. Kezdetben csak bírálta a Komintern politikáját, de 1938-tól kísérletet tett egy Negyedik Internacionálé létrehozására. 1931-től kezdve felhívta a figyelmet a nemzetiszocializmus veszélyeire, és – a Kominternnel ellentétben – a kommunista és szociáldemokrata pártok összefogását szorgalmazta. A sztálini Szovjetuniót állandó bírálatának kereszttüzében tartotta, de a második világháború kitörésekor a Szovjetunió megvédelmezésére szólította fel a világ forradalmárait. A német–szovjet megnemtámadási szerződést élesen elutasította.

### Halála
Eközben már lezajlottak a nagy moszkvai perek, ahol Trockij távollétében is főszereplő volt: minden ellenzéki csoportosulás vezérének őt vizionálták. Az ítélet sem váratott sokáig magára, 1940. augusztus 20-án egy Ramón Mercader nevű NKVD-ügynök otthonában jégcsákánnyal agyonverte. Coyoacánban, Mexikóban temették el.

## Álnevei
- Az irkutszki Vosztocsnoje obozrenyije szerzőjeként: Antid Oto (antidoto = ellenszer, ellenméreg)
- 1902, szökés a száműzetésből: Trockij (volt börtönőrének neve)
- 1902, Iszkra, Szamara: Pero (toll, Krzsizsanovszkij adta neki ezt a nevet)
- A pétervári szovjetben, 1905-ben: Janovszkij (szülőfaluja földbirtokosának neve)

## Művei magyarul
- Leon Trotzky: A bolsheviki és a világbéke. Az európai szociáldemokrácia történelmi áttekintése és bírálata; ford. Basky Lajos; B. Newmann, New York, 1918
- Világháború és világforradalom. A népbiztosok nevében kibocsátotta Lenin, Csicserin, Trotzki, Lev; ford. Hancsók Kálmán; s.n., Bp., 1919 (Vörös könyvtár)
- Munka, fegyelem és rend mentik meg a proletárságot. Leo Trotzki a városok konferenciáján tartott beszédéből az Orosz Kommunista Pártban; s.n., Bp., 1919 (Vörös könyvtár)
- L. Trotzkij: Munka, fegyelem és rend mentik meg a proletárságot. A Kommunisták Pártjának moszkvai városi kongresszusán, 1918. évi márc. 28-ikán mondott beszéd; ford. Bodó Pál; Közoktatási Népbiztosság, Bp., 1919
- Világháború és világforradalom. A népbiztosok nevében kibocsátotta Lenin, Csicserin, Trotzki, Lev; ford. Hancsók Kálmán; s.n., Bp., 1919 (Vörös könyvtár)
- L. Trocki: Terrorizmus és kommunizmus; Arbeiter-Buchhandlung, Wien, 1921
- Trocki Leó: Az egyetlen út. A német események analízise és tanulságai; Dělnická Politika, Pozsony–Bratislava, 1932
- Trocki: A német proletáriátus tragédiája; Lenorovics, Bratislava, 1933
- Trocki: Beszélgetés a szociáldemokrata munkással; ford. Terebessy Károly; Lenorovics, Bratislava, 1933 (A német események tanulságai)
- Trocki: A spanyol tanulság!; Terebessy, Bratislava, 1936 (Nemzetközi kommunisták könyvtára)
- Trocki: Sztalin romlásba viszi a Szovjetuniót!; Terebessy, Bratislava, 1936 (Nemzetközi kommunisták könyvtára)
- A kapitalizmus haldoklása és a 4. Internacionálé feladatai. Átmeneti program; Magyar Forradalmi Szocialisták Szövetsége, Bruxelles, 1966
- A forradalomról; Kossuth, Bp., 1971 [számozott kiadvány]
- Trockijtól, Trockijról; BME, Bp., 1988 (Barométer kiskönyvtár)
- Életem. Önéletrajzi vázlat; ford. Dandé Krisztián, előszó, jegyz. Kun Miklós; Kossuth, Bp., 1989 ISBN 963-09-3445-0
- A száműzött Trockij; szerk. Krausz Tamás; Kolibri, Bp., 1989
- Az elárult forradalom; ford. a Magyar Forradalmi Szocialisták Szövetségének munkaközössége Nagy Balázs vezetésével; Áramlat, Bp., 1990 ISBN 963-02-7736-0